# خانه طوفان
خانه طوفان مربوط به دوره پهلوی است و در جهرم، خیابان هجرت، کوچه ۱۱ شهید رضائی، کوچه. پ ۷۴۵۱۷، ۷۴۱۸۶ واقع شده و با شمارهٔ ثبت ۲۶۶۴۹ به‌عنوان یکی از آثار ملی ایران به ثبت رسیده است.